# Szorbit
A szorbit (a latin sorbus, sorb- ’berkenye’ + -it ’cukoralkoholok jelölésére szolgáló végződés’ összetétele) vagy glucit (az ógörög γλεῦκος gleykos ’édes bor’ + -it ’cukoralkoholok jelölésére szolgáló végződés’ összetétele) a cukoralkoholok közé tartozó vegyület, a szervezetben lassan bomlik le. A glükóz redukciójával keletkezik, amikor annak aldehidcsoportja hidroxilcsoporttá alakul.

## Alkalmazása élelmiszerekben
A szorbitot köhögés elleni szirupokban, diétás élelmiszerekben, cukormentes rágógumikban alkalmazzák. Energiatartalma közel azonos a kristálycukoréval (szacharóz), grammonként 4 kilokalória. Hátránya, hogy édessége csak körülbelül 55%-a a cukorénak. Élelmiszerekben emulgeálószerként, édesítőszerként és nedvességnövelő anyagként alkalmazzák. Napi maximum beviteli mennyisége nincs meghatározva, de nagy mennyiségben puffadást, hasmenést okozhat. Egyéves kor alatt fogyasztása kerülendő, mert a gyermekekben ekkor még nem alakul ki a lebontásához szükséges enzim. Fruktóz felszívódási zavarban szenvedő betegek számára egészségügyi kockázatot jelent a szorbit fogyasztása, ugyanis a cukoralkoholok lassítják a fruktóz felszívódását.

## Egyéb felhasználása
- kozmetikumokban általában a készítmény nedvességtartalmának növelésére, valamint térfogatnövelésre alkalmazzák
- kálium-nitráttal kombinálva amatőr rakéták szilárd hajtóanyaga készíthető[3]
- bioüzemanyagok előállítása során is alkalmazzák

A VIII. Magyar Gyógyszerkönyvben az alábbi neveken hivatalos:
| Szorbit                                 | Sorbitolum                              |
| Szorbit szirup, kristályosodó           | Sorbitolum liquidum cristallisabile     |
| Szorbit szirup, nem kristályosodó       | Sorbitolum liquidum non cristallisabile |
| Szorbit szirup, részlegesen dehidratált | Sorbitolum liquidum partim deshydricum  |